# Сельское поселение «Деревня Алексеевка»
Сельское поселение «Деревня Алексеевка» — муниципальное образование в составе Износковского района Калужской области России.
Центр — деревня  Алексеевка.

## История
Статус и границы сельского поселения установлены Законом Калужской области от 28 декабря 2004 года № 7-ОЗ «Об установлении границ муниципальных образований, расположенных на территории административно-территориальных единиц „Бабынинский район“, „Боровский район“, „Дзержинский район“, „Жиздринский район“, „Жуковский район“, „Износковский район“, „Козельский район“, „Малоярославецкий район“, „Мосальский район“, „Ферзиковский район“, „Хвастовичский район“, „Город Калуга“, „Город Обнинск“, и наделении их статусом городского поселения, сельского поселения, городского округа, муниципального района».

## Население
| 2010 | 2012 | 2013 | 2014 | 2015 | 2016 | 2017 |
| ---- | ---- | ---- | ---- | ---- | ---- | ---- |
| 433  | ↘416 | ↘415 | ↘414 | ↗420 | ↗427 | ↗430 |
| 2018 | 2019 | 2020 | 2021 |      |      |      |
| ↗432 | →432 | ↗451 | ↘322 |      |      |      |

## Состав сельского поселения
| №  | Населённый пункт | Тип населённого пункта          | Население |
| -- | ---------------- | ------------------------------- | --------- |
| 1  | Алексеевка       | деревня, административный центр | ↘155      |
| 2  | Баланино         | деревня                         | ↘19       |
| 3  | Бурцево          | деревня                         | ↘7        |
| 4  | Воронки          | деревня                         | ↘33       |
| 5  | Вязищи           | деревня                         | ↘3        |
| 6  | Голенки          | деревня                         | 0         |
| 7  | Гриднево         | деревня                         | ↘2        |
| 8  | Дерново          | деревня                         | ↘35       |
| 9  | Доманово         | деревня                         | ↗17       |
| 10 | Дурово           | деревня                         | ↗3        |
| 11 | Кирово           | деревня                         | ↘3        |
| 12 | Косьмово         | деревня                         | ↘25       |
| 13 | Криково          | деревня                         | ↘30       |
| 14 | Курганы          | деревня                         | ↘47       |
| 15 | Лобово           | деревня                         | ↗1        |
| 16 | Мамоново         | деревня                         | ↘0        |
| 17 | Рудинка          | деревня                         | ↗5        |
| 18 | Ульшино          | железнодорожный разъезд         | ↘0        |
| 19 | Чернышовка       | деревня                         | ↘48       |

В соответствии с распоряжением Правительства РФ от 01 августа 2018 года присвоено наименование «Голенки» деревне, образованной в Износковском районе Калужской области.